# Mamadou Touré (homme politique)
Pour les articles homonymes, voir Mamadou Touré (homonymie) et Touré.
Mamadou Touré, né le 29 février 1976 à Daloa, est un homme politique ivoirien. Il est ministre de la Promotion de la Jeunesse, de l'Insertion professionnelle et du Service civique ainsi que porte-parole adjoint du gouvernement depuis 2018. Mamadou Touré est issu du Rassemblement des républicains (RDR) et membre du Rassemblement des houphouétistes pour la démocratie et la paix (RHDP).

## Biographie
Mamadou Touré est né le 29 février 1976 à Daloa. Il est de nationalité ivoirienne, marié et père de quatre enfants. Il grandit au centre-Ouest de la Côte d'Ivoire, précisément à Daloa, sa ville natale. Il est élevé par Martial Kipré, un Bêté proche de la famille de l'ex-président de la république Laurent Gbagbo. Son père est Yamoussa Touré, proche du président Félix Houphouët-Boigny et personnalité importante parmi les musulmans ivoiriens.

## Parcours académique et professionnel
Mamadou Touré est diplômé en diplomatie du Centre d'études diplomatiques et stratégiques (CEDS) situé à Paris. Il est aussi titulaire d'un master en affaires internationales à l’École des hautes études internationales (H.E.I) de Paris (dont fait partie le CEDS) suivi d'un « executive master » en politique et management du développement de Sciences Po Paris.
Il rentre en Côte d'Ivoire vers 2008.
Mamadou Touré est conseiller technique chargé de la Jeunesse et des Sports à la Présidence de la République de 2011 à 2016. Il est chargé du suivi de la mise en œuvre du programme présidentiel dans les secteurs de la Jeunesse et des Sports. À ce titre, il suit les projets de la CAN 2021, la construction du stade olympique d'Ébimpé, le projet « inclusion sociale jeune » de l'OCDE et les jeux de la Francophonie 2017 pour lesquels il pilote la candidature de la Côte d’Ivoire. Il représente le Président de la République au sein du Conseil national du Sport.
En janvier 2017, Mamadou Touré est nommé secrétaire d'État chargé de l'Enseignement technique et de la Formation professionnelle dans le gouvernement Coulibaly I. Il reste en poste jusqu'en juillet 2018,.
Le 10 juillet 2018, Mamadou Touré est nommé ministre de la Promotion de la jeunesse et de l’Emploi des jeunes de Côte d’Ivoire dans le gouvernement Coulibaly II,. Sa mission est de mettre en œuvre la politique nationale en matière de Promotion de la jeunesse en facilitant l’insertion socioprofessionnelle, l’autonomisation et l’auto-emploi des jeunes.
Depuis le 6 avril 2021, en plus de sa mission d'insertion des Jeunes, Mamadou Touré s'est vu confier le service civique. Il occupe désormais le poste de ministre de la Promotion de la Jeunesse, de l'Insertion professionnelle et du Service civique de Côte d'Ivoire. 

## Parcours politique
Pendant et après ses études, Touré est actif dans l'organisation du RDR en France et en Suisse.
Il est choisi en 2008, au cours du deuxième congrès du RDR, pour la lecture de la motion qui désigne Alassane Ouattara candidat pour l'élection présidentielle de 2010. Il est soutenu par Amadou Gon Coulibaly.
Il est membre du directoire du RHDP et secrétaire national, porte-parole adjoint du RDR en 2014. Il est également porte-parole « jeune » du candidat Alassane Ouattara en 2010 et en 2015.
En 2016, il brigue son premier mandat électif à Daloa lors des élections législatives du 18 décembre 2016. Touré obtient 79,92 % des suffrages.
En 2020, il est nommé porte-parole du candidat à l'élection présidentielle Alassane Ouattara et directeur central de campagne chargé de la Jeunesse du candidat du RHDP.
Mamadou Touré est réélu député de la circonscription de Daloa en 2021. Tête de liste du RHDP (coalition au pouvoir) lors des élections législatives du 6 mars 2021, il obtient un score de 55,29 % des suffrages exprimés.
Depuis le 1er mars 2022, Mamadou Touré est membre du directoire du RHDP présidé par Gilbert Koné Kafana. Dans cette nouvelle équipe, il occupe le poste de porte-parole adjoint du RHDP.
En avril 2023, il est désigné candidat du RHDP au conseil régional du Haut-Sassandra lors des élections régionales de septembre 2023. Sa liste l'emporte avec 59,5 % des suffrages face à celle d'Alphonse Djédjé Mady (PDCI/PPA-CI) et Mamadou Touré devient président du Conseil régional du Haut-Sassandra,,.

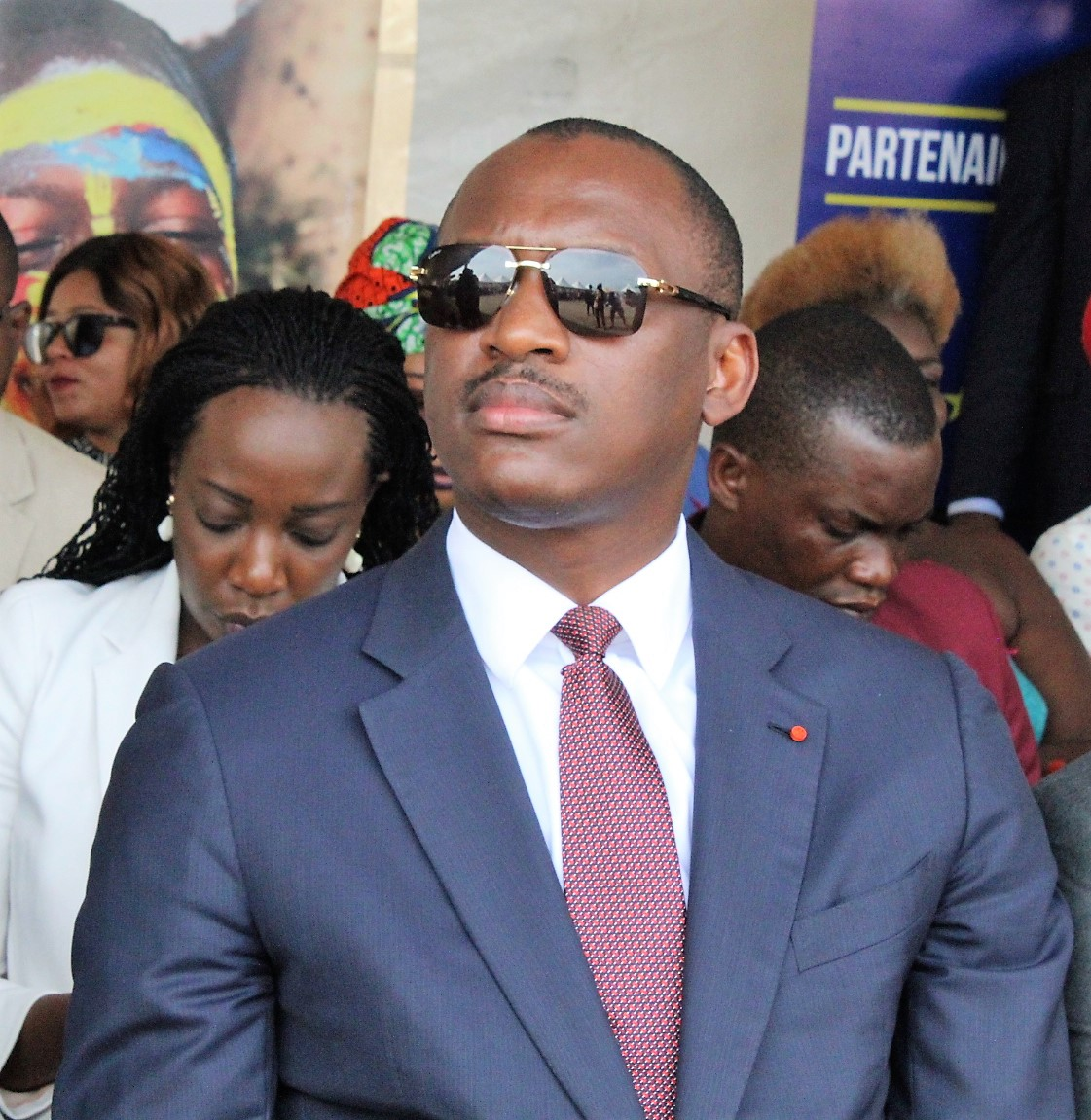
Mamadou Touré en 2022

## Distinctions et récompenses
En janvier 2013, Mamadou Touré est élévé au rang d'officier de l'ordre du Mérite national de Côte d'Ivoire.
En mars 2013, il est désigné nouveau leader du futur par le Forum de Crans-Montana. 
En août 2017, il est nommé officier de l’Ordre national de Côte d'Ivoire. 
En mars, il remporte le prix de l'initiative et du leadership jeune africain, pour ses actions en faveur de la jeunesse africaine. Ce programme convie chaque année 100 individus, hommes et femmes de moins de 45 ans, qui participent au développement de leur écosystème. Pour cette édition 2017, Mamadou Touré fait partie des cinq lauréats.
En novembre, il devient commandeur de l'ordre national du Mérite de la Solidarité et de la Cohésion Sociale.
En décembre 2022, il est décoré commandeur dans l'ordre du Mérite de la Communication.
En juin 2025, il reçoit la distinction de commandeur de l’ordre du Mérite de la Fonction publique.